# Мирослав Дешкович
Мирослав Дешкович (хорв. Miroslav Dešković, нар. 28 січня 1907, Спліт — пом. 3 жовтня 1943, Оміш) —  югославський футболіст, що грав на позиції півзахисника. Відомий виступами за клуб «Хайдук». Дворазовий  чемпіон Югославії. 

## Клубна кар'єра
Розпочинав кар'єру в клубі «Борац» з міста Спліт. Після чого перебрався до складу найсильнішого клубу міста —  «Хайдука». Одразу закріпився в основному складі команди, складаючи тріо у півзахисті разом з  Миховилом Боровчичем Куриром і Велько Подує. 
В 1927 році здобув з командою перший титул чемпіона Югославії. В короткотривалому турнірі для шести учасників «Хайдук» на два очки випередив белградський БСК. Дешкович зіграв у чотирьох матчах змагань і забив 1 гол. По завершенні сезону чемпіон отримав можливість зіграти у новоствореному міжнародному турнірі для провідних клубів Центральної Європи – Кубку Мітропи. У першому раунді змагань «Хайдук» двічі поступився віденському «Рапіду» (1:8, 0:1). 
В 1928 році команда стала другою у чемпіонаті, а ще одну перемогу було здобуто 1929 року. За підсумками сезону переможцем став БСК, що набрав таку ж кількість очок, що і «Хайдук», але випереджав команду зі Спліта за додатковими показниками. Та федерація футболу визнала два матчі БСК недійсними через участь недозволеного гравця. У підсумку представники столичного клубу переграли лише один з цих матчів (якраз проти «Хайдука» і вдруге перемогли з рахунком 2:1 замість 3:1 на початку сезону), а у другому команді зарахували технічну поразку. Таким чином «Хайдук» виявився попереду БСК на два очки. Дешкович зіграв у всіх десяти (з врахуванням двох матчів кваліфікації) матчах того чемпіонату. 
У 30-х роках «Хайдук» також тримався серед лідерів національного футболу, але досягнути ще хоча б однієї перемоги у чемпіонаті команді не вдалося. Тричі клуб ставав другим у 1932, 1933 і 1936 роках. Дешкович був одним з небагатьох, хто лишився в команді з чемпіонських складів 1927 і 1929 років.  
Загалом у складі «Хайдука» Мирослав зіграв у 1926–1939  роках 363 матчі і забив 19 м'ячів. Серед них 94 матчі і 11 голів у чемпіонаті Югославії, 30 матчів і 2 голи у чемпіонаті Спліта, 2 матчі у Кубку Мітропи, 9 матчів у Кубку югославської федерації, 228 матчів і 6 голів у інших турнірах і товариських іграх. 

## Виступи за збірну
В офіційних матчах у складі національної збірної Югославії зіграв лише один матч в 1931 році у грі проти Польщі (3:6). 
Загинув під Омішем 3 жовтня 1943 року на війні. 
| Дата       | Місто   | Господарі | Результат | Гості     | Турнір           | Голи | Примітки |
| ---------- | ------- | --------- | --------- | --------- | ---------------- | ---- | -------- |
| 25.10.1931 | Познань | Польща    | 6 – 3     | Югославія | товариський матч | -    |          |
| Усього     |         | Матчів    | 1         |           | Голів            | 0    |          |

### Статистика виступів у кубку Мітропи
| №                      | Розіграш               | Стадія                 | Дата та місце проведення | Команда 1              | Рахунок | Команда 2      | Голи |
| ---------------------- | ---------------------- | ---------------------- | ------------------------ | ---------------------- | ------- | -------------- | ---- |
| 1                      | 1927                   | 1/4                    | 14.08.1927 Відень        | Рапід (Відень)         | 8:1     | Хайдук (Спліт) |      |
| 2                      | 1927                   | 1/4                    | 21.08.1927 Спліт         | Хайдук (Спліт)         | 0:1     | Рапід (Відень) |      |
| Всього у кубку Мітропи | Всього у кубку Мітропи | Всього у кубку Мітропи | Всього у кубку Мітропи   | Всього у кубку Мітропи | 2       |                | 0    |

## Трофеї і досягнення
- Чемпіон Югославії: 1927, 1929
- Срібний призер чемпіонату Югославії: 1928, 1931-1932, 1932-1933, 1935-36
- Чемпіон футбольної асоціації Спліта[3]: 1926 (в), 1926 (о), 1927 (в), 1927 (о), 1928 (о), 1929 (о), 1930 (в), 1930 (о), 1932, 1936 (в);